# Stade de Reims 1955-1956
Questa voce raccoglie le informazioni riguardanti il Stade de Reims nelle competizioni ufficiali della stagione 1955-1956.

## Avvenimenti
I detentori del titolo francese vincono la Supercoppa di Francia per 7-1 contro il Lilla con 3 reti di Bliard ma concludono il campionato del 1956 al decimo posto. In coppa lo Stade de Reims supera a fatica il Béziers (pareggiando 1-1 la prima partite e vincendo 2-0 il replay) ma viene eliminato dal Troyes Savinienne (3-2).
I francesi partecipano alla prima edizione della Coppa dei Campioni: superano Aarhus GF (4-2), Budapesti Vörös Lobogó Sport Egyesület (8-6) e Hibernian (3-0) raggiungendo la finale. Contro il Real Madrid i francesi riescono a segnare le prime due reti e nonostante la finale giocatasi al Parco dei Principi di Parigi, si fanno rimontare sul 2-2; Hidalgo riporta i francesi in vantaggio ma la squadra della coppia Gento-Di Stéfano prima pareggia e poi chiude l'incontro sul 4-3 vincendo la prima edizione della competizione.
Bliard chiude la stagione con 27 centri, dei quali 19 in campionato e 5 in Coppa dei Campioni.

## Organico 1955-1956

### Rosa
| N. |                    | Ruolo | Calciatore         |
| -- | ------------------ | ----- | ------------------ |
|    | Francia (bandiera) | P     | Paul Sinibaldi     |
|    | Francia (bandiera) | P     | René Jacquet       |
|    | Francia (bandiera) | P     | Marcel Dantheny    |
|    | Francia (bandiera) | D     | Raoul Giraudo      |
|    | Francia (bandiera) | D     | Robert Jonquet     |
|    | Francia (bandiera) | D     | Simon Zimny        |
|    | Francia (bandiera) | D     | Robert Siatka      |
|    | Francia (bandiera) | D     | Raoul Schollhammer |
|    | Francia (bandiera) | C     | Raymond Baratto    |

| N. |                    | Ruolo | Calciatore       |  |
| -- | ------------------ | ----- | ---------------- |  |
|    | Francia (bandiera) | C     | Michel Hidalgo   |  |
|    | Francia (bandiera) | C     | Robert Lamartine |  |
|    | Francia (bandiera) | C     | Armand Penverne  |  |
|    | Francia (bandiera) | C     | Michel Leblond   |  |
|    | Francia (bandiera) | C     | Raymond Cicci    |  |
|    | Francia (bandiera) | A     | René Bliard      |  |
|    | Francia (bandiera) | A     | Léon Glovacki    |  |
|    | Francia (bandiera) | A     | Raymond Kopa     |  |
|    | Francia (bandiera) | A     | Jean Templin     |  |